# Rissaskredet 1978
Rissaskredet var ett jordskred den 29 april 1978 vid Rissa, nuvarande Indre Fosens kommun i Trøndelag fylke i Norge.
Det drabbade ett område på 33 hektar, där 5–6 miljoner kubikmeter jord försvann i insjön Botn tillsammans med 7 lantgårdar och 5 andra bostadshus. Omkring 40 personer befann sig i skredområdet vid skredets början, men nästan alla kom undan, och endast en person omkom. En orsak till detta var att skredet inträffade på dagtid och hade ett utdraget förlopp. Rissaraset var det största jordskredet i Norge efter Verdalsraset 1893 och var större än något jordskred i Sverige under samma tid. 
Rissaskredet orsakades av kvicklera, som fanns i en stor avlagring, och som kan bli flytande, när den utsätts för belastning eller annan mekanisk påverkan. Det startade vid insjön Botn, där cirka 700 kubikmeter med utgrävda massor från ett byggprojekt lagts upp vid strandkanten, och där marken gav vika och försvann i vattnet. Det inledande förloppet var långsamt, men efter 40 minuter kom ett större landområde och skredet åt sig sedan på någon minut bakåt till en punkt ungefär 1,5 kilometer från startpunkten. Filmbilder visar hur kvicklera övergår i vätska, när den faller ned från skredkanten samt hur massorna flyter som en älv ned mot sjön. Filmbilder visar hur jordmassorna flyter som en älv och för med sig hus med en hastighet på 30 kilometer i timmen mot förstörelsen i vattnet. 